# Napoleon Sarony
Napoleon Sarony (Québec vagy Québec, 1821. március 9. –‎ New York, 1896. november 9.) kanadai születésű amerikai litográfus, fotográfus.

## Pályafutása
Sarony 1821-ben született kanadai Quebec tartományában, Alsó-Kanada brit gyarmatán. 1836 körül New Yorkban telepedett le.
1858-ben Sarony gyermekeivel Európába költözött. Művészetet tanult Berlinben, Párizsban és Londonban. Meglátogatta testvérét, Oliviert, aki sikeres portréfotós volt, és úgy döntött, hogy ezt a pályát is folytatja. A polgárháború befejezése után ezért visszatért Amerikába.
Illusztrátorként dolgozott a Currier és az Ives cégnél, majd belépett a James Major céphez. Aztán elindította saját litográfiai vállalkozását, a Sarony & Majort. 1845-ben a Sarony & Majornál James Major helyét Henry B. Major vette át, és a cég ezen a néven működött 1853-ig. 1853-tól 1857-ig a cég Sarony and Company néven volt ismert, 1857-től pedig 1867, mint Sarony, Major & Knapp.
Sarony 1867-ben kilépett a a cégből és a Union Square 37. szám alatt fotóstúdiót hozott létre.
Abban az időben a hírességek fotóportréinak készítésére egyre nagyobb volt a kereslet. A fotósok nagy összegeket fizettek híres alanyaiknak, hogy üljenek a fényképezőgép elé, és megtartották a képek eladásának teljes jogait. Sarony például állítólag 1500 dollárt fizetett a nemzetközileg is híres színpadi színésznőnek, Sarah Bernhardtnak, hogy pózoljon kamerájának.
1894-ben „Sarony's Living Pictures” címmel nyomtatott portfóliót adott ki.
Sarony fia, Otto Sarony, színházi- és filmsztárok fotósaként folytatta a családi vállalkozást.

## Érdekességek
A Saronyhoz érkező emberek ezrei között számos előkelő, híres ember volt, például William T. Sherman amerikai polgárháborús tábornok Mark Twain (azaz Samuel Langhorne Clemens), Lew Wallace, Oscar Wilde, a világhírű Sarah Bernhardt, stb...
Sarony fotót készített a nagy amerikai feltalálóról, Nikola Tesláról is.

## Képek

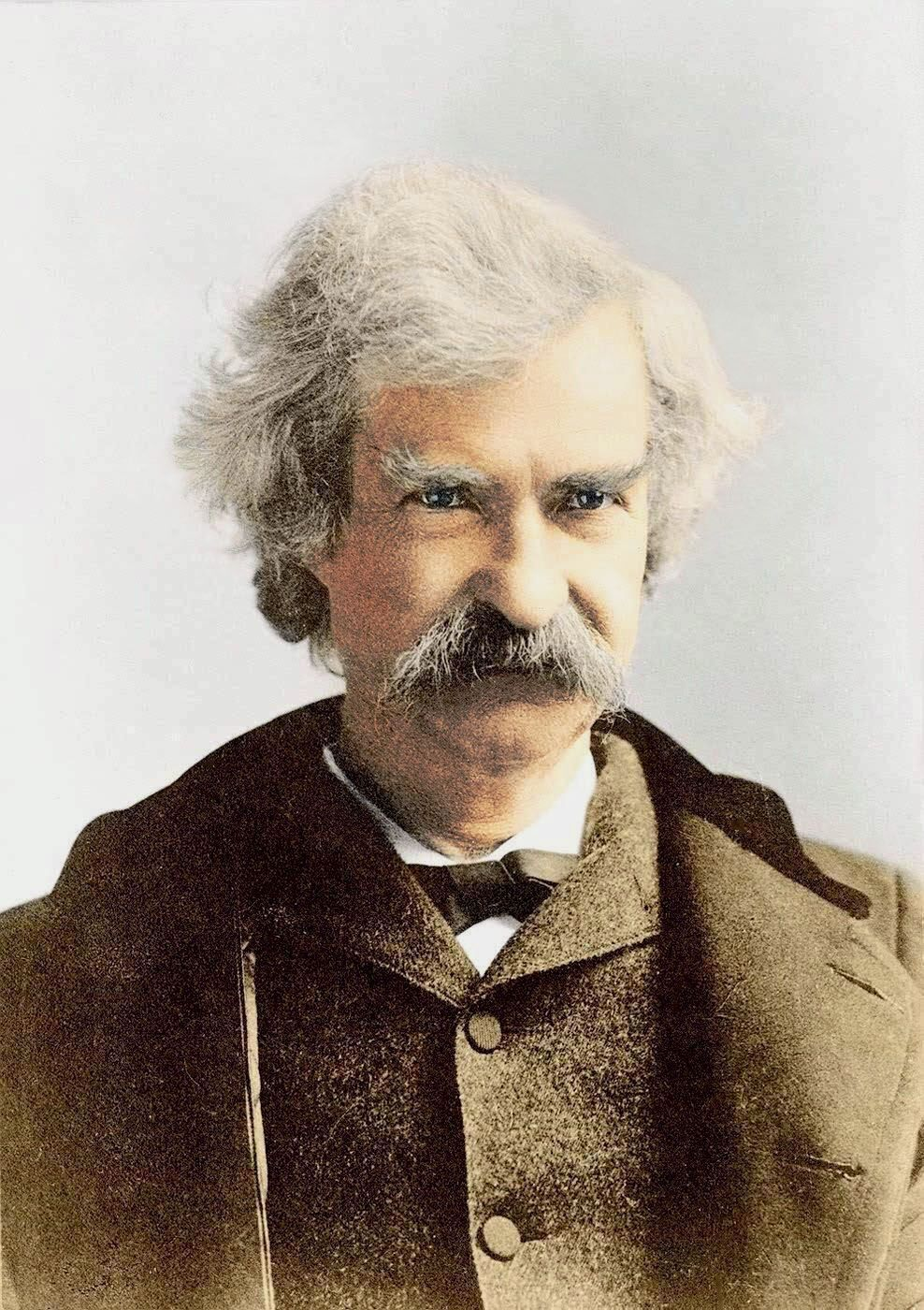
Mark Twain, 1895
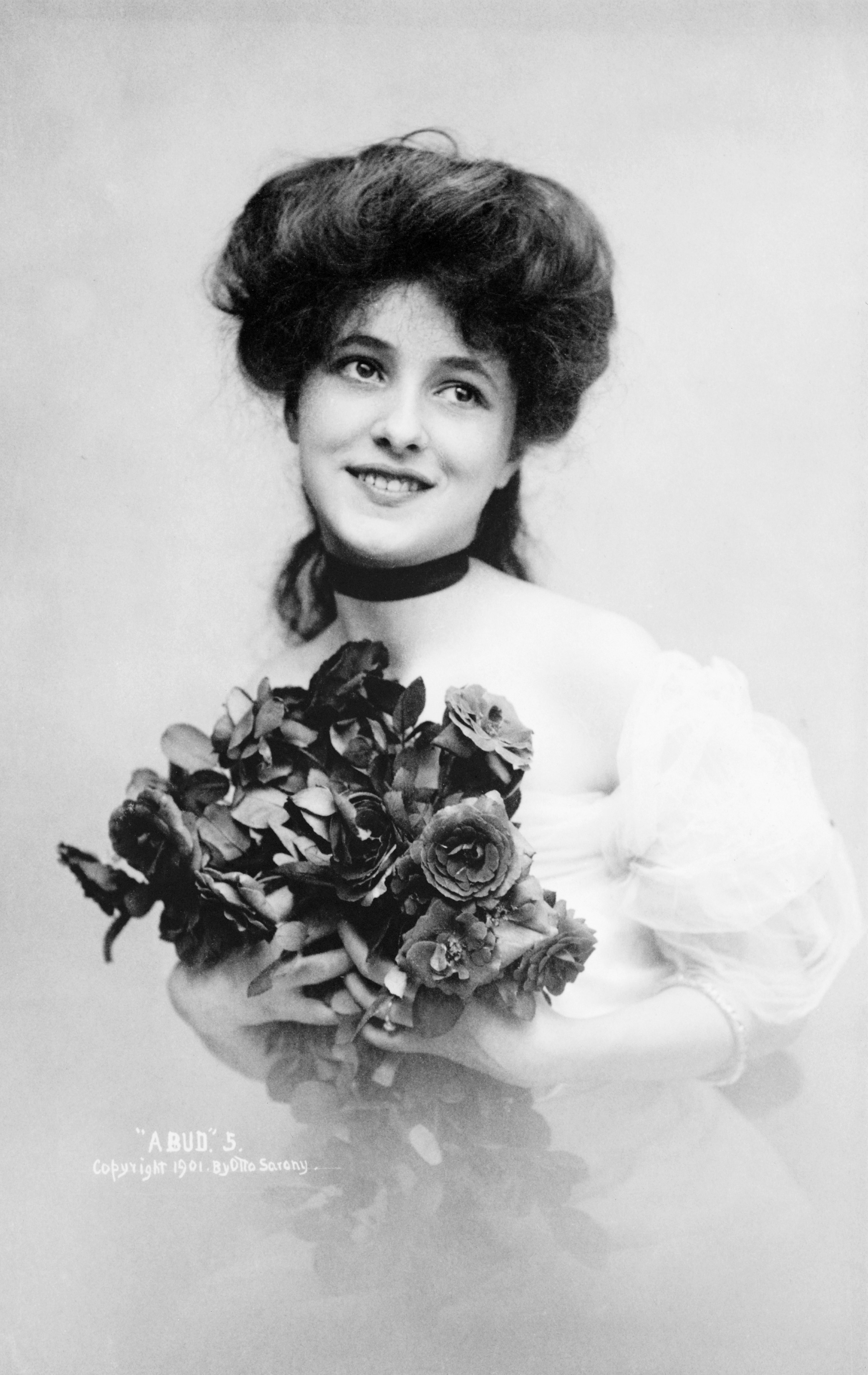
Evelyn Nesbit, 1901
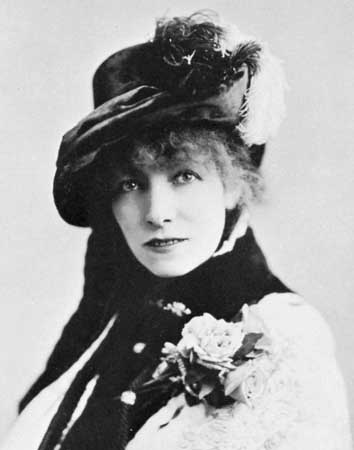
Sarah Bernhardt
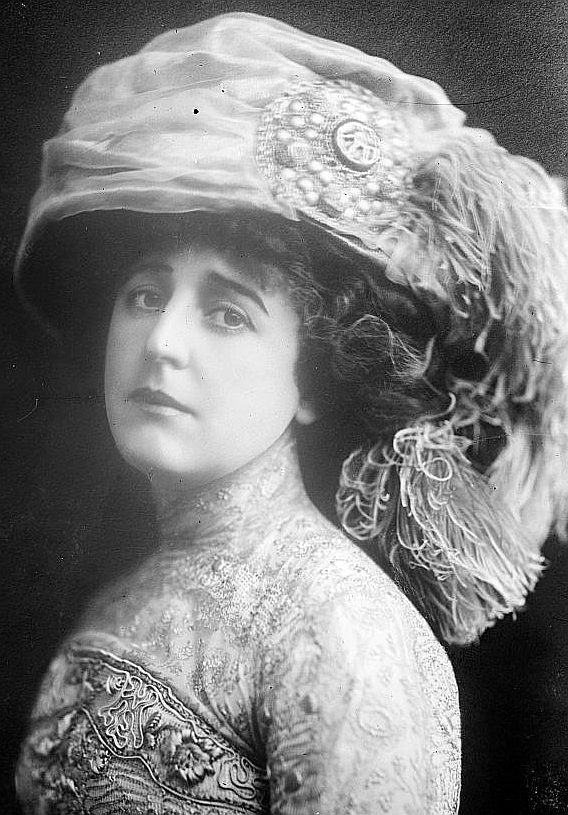
Margaret Anglin
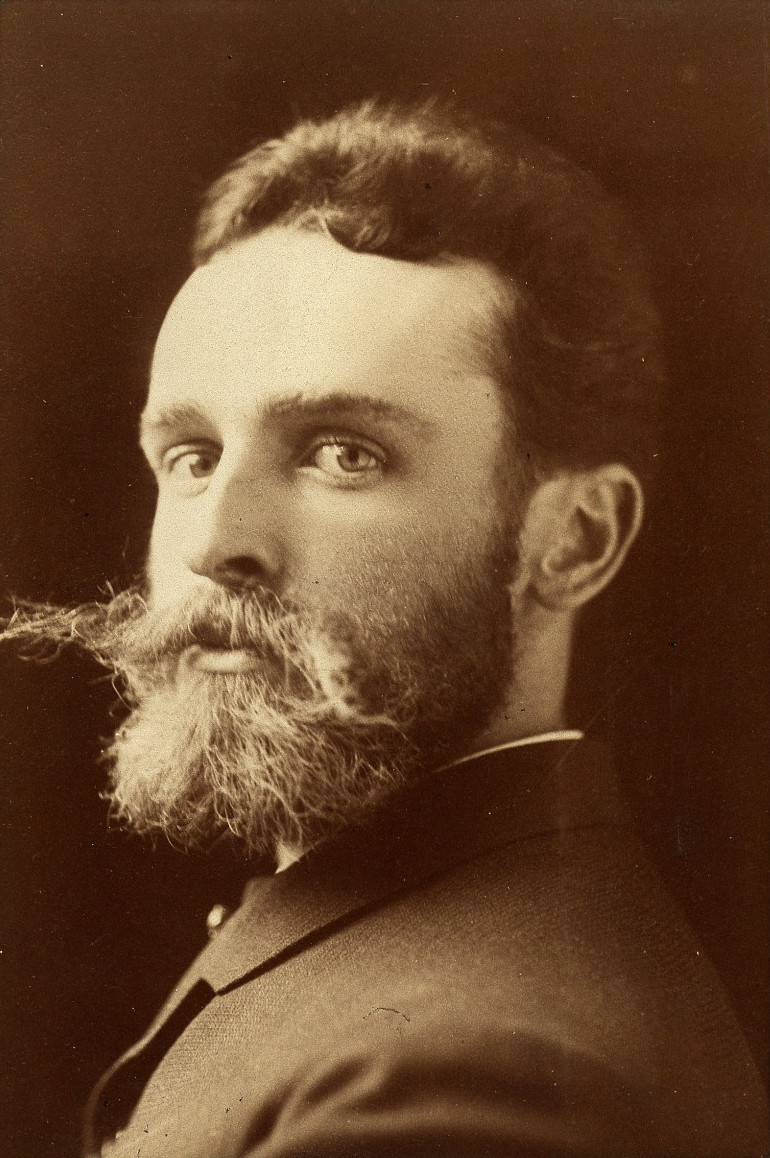
John White Alexander
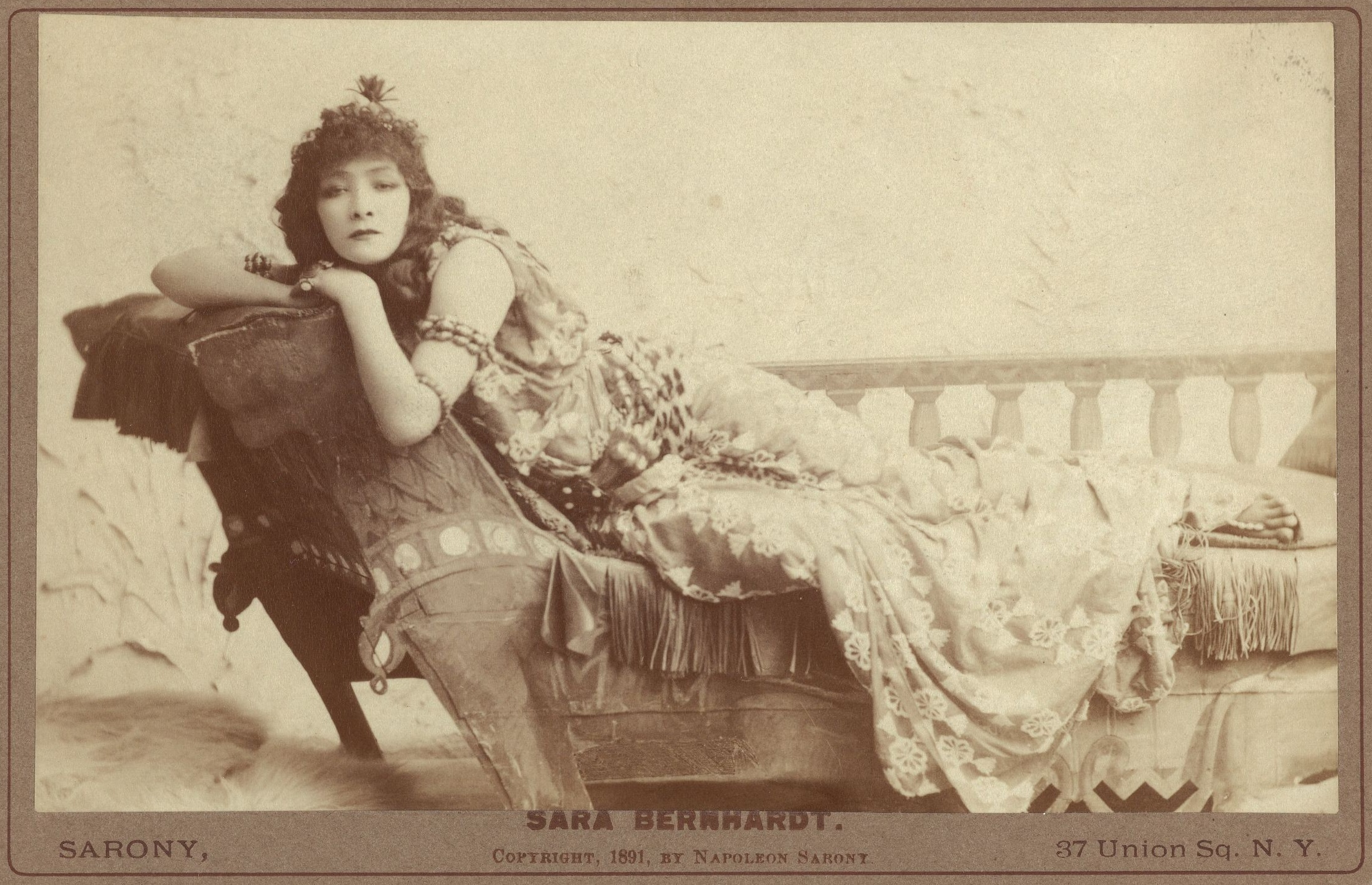
Sarah Bernhardt (Cleopatra), 1891
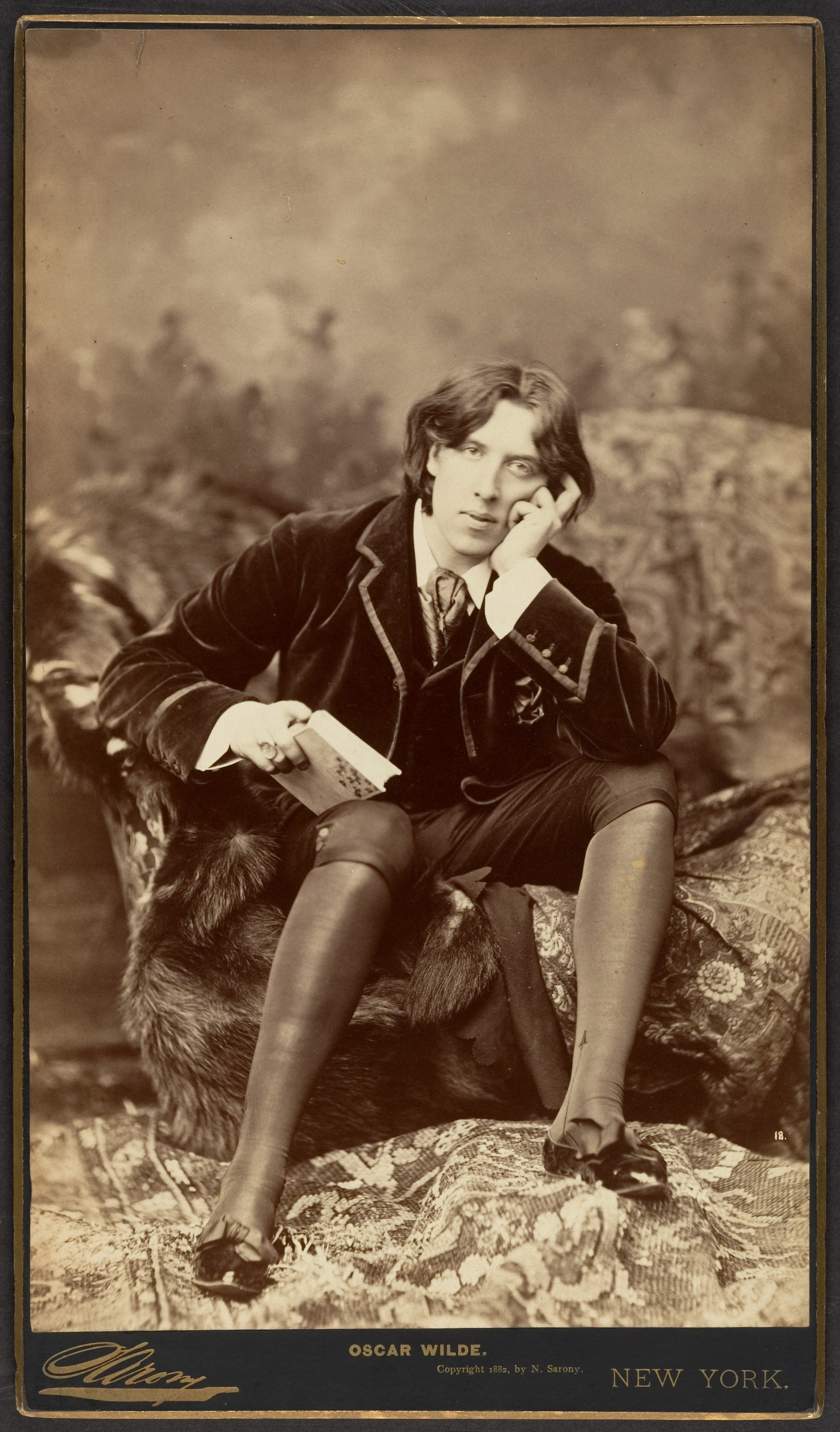
Oscar Wilde (1882)
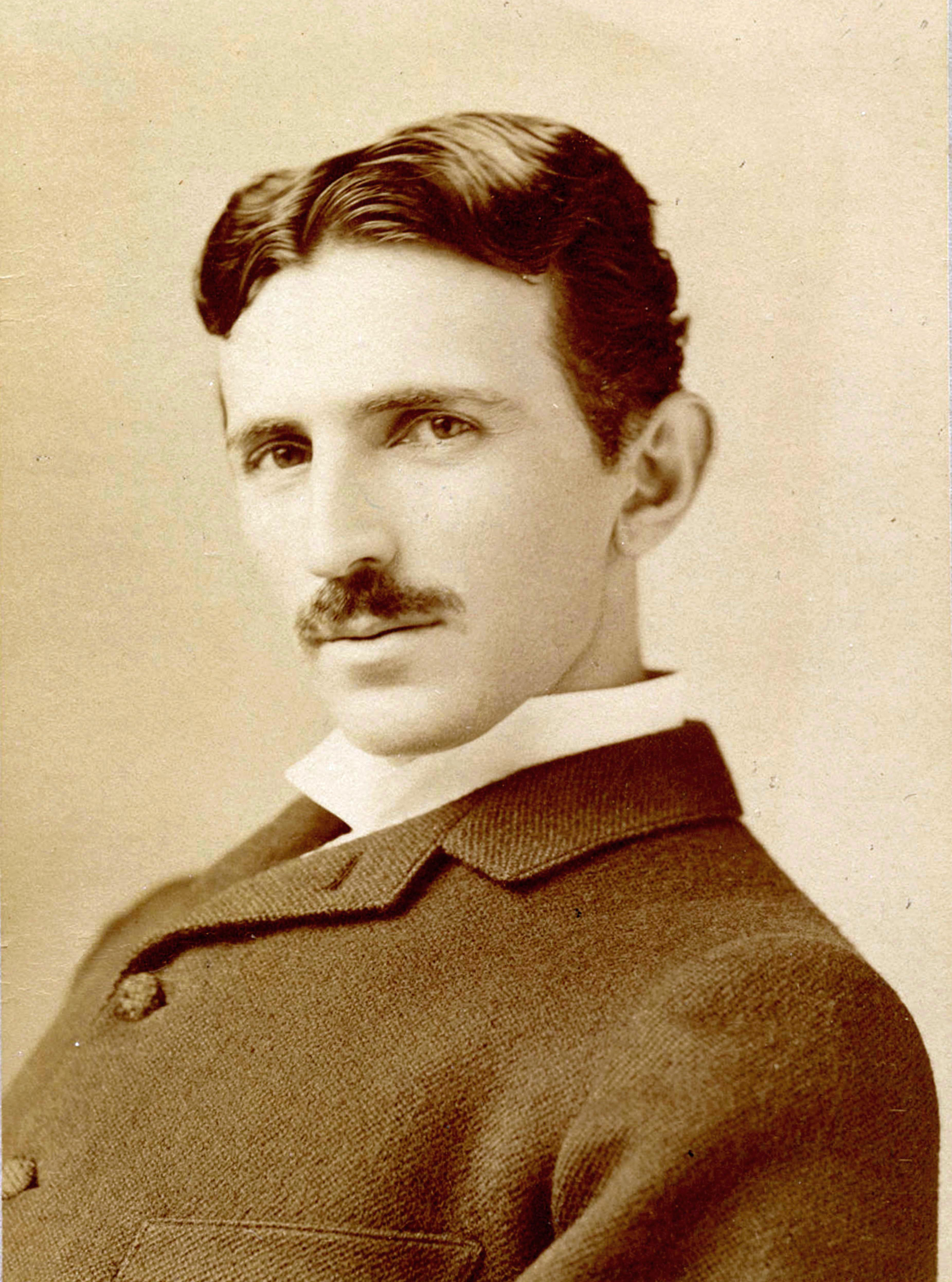
Nikola Tesla 1893 körül
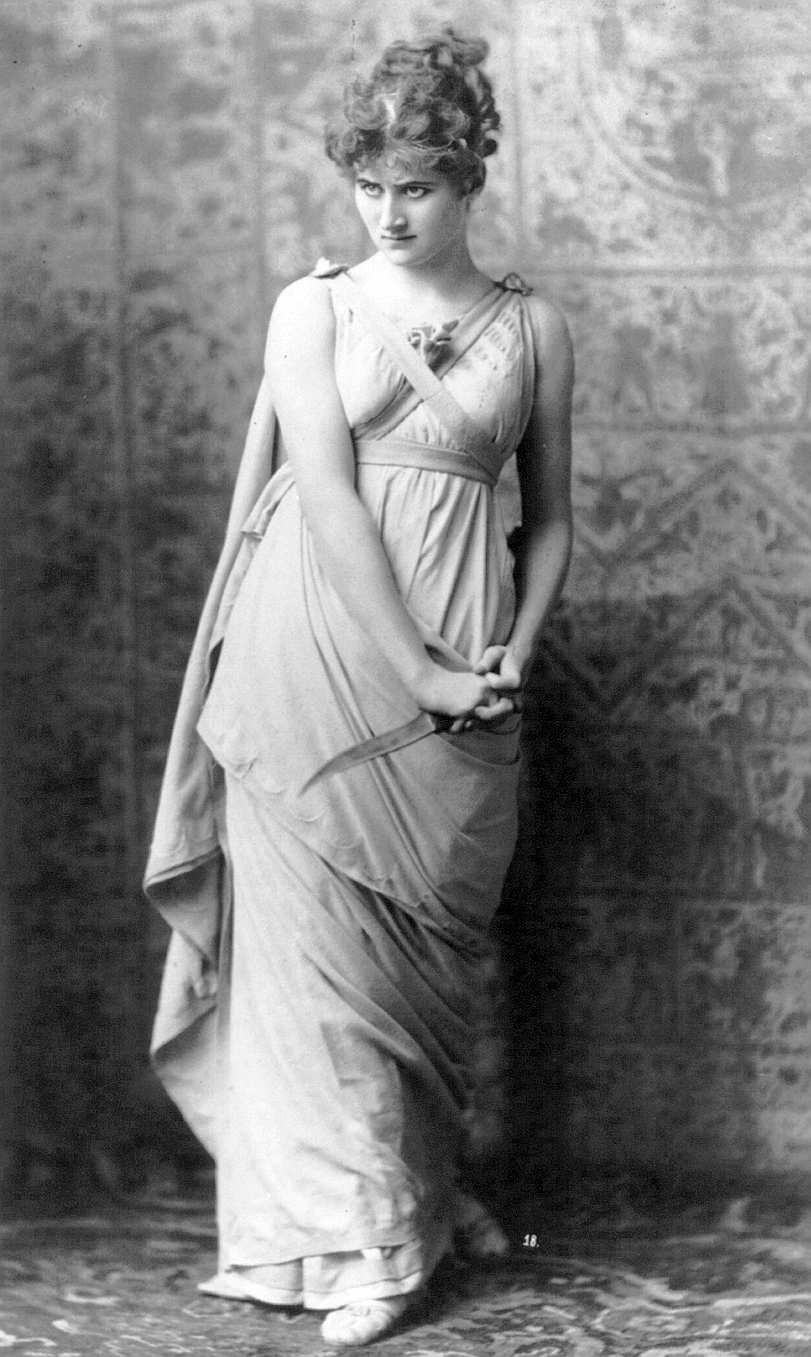
Mary Anderson, 1883
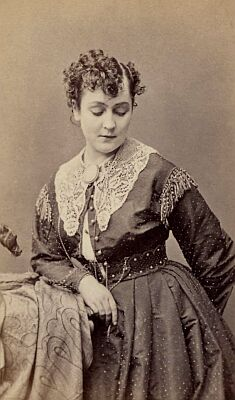
Adah Menken, 1870
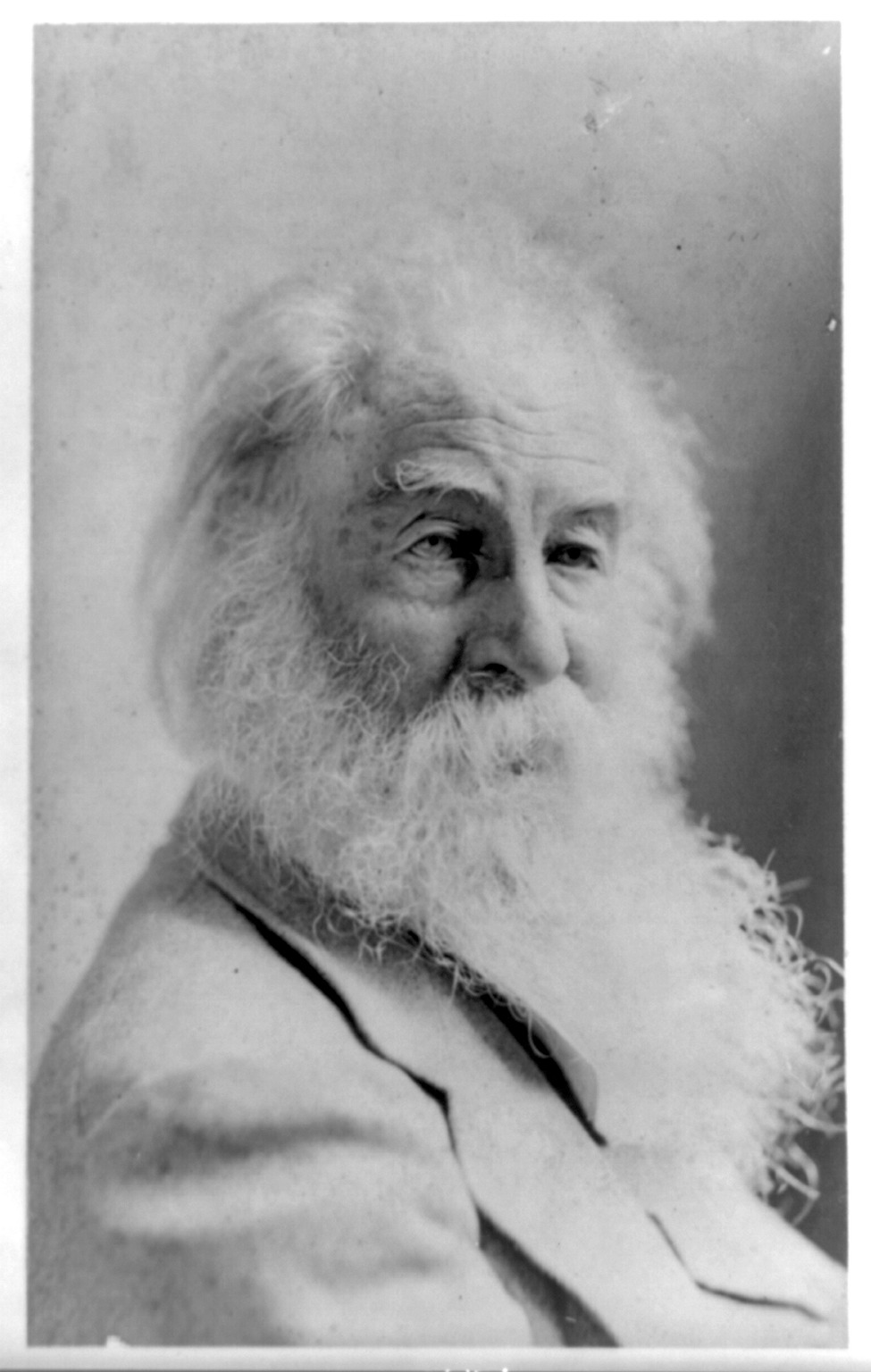
Walt Whitman, 1880 - 1892 körül
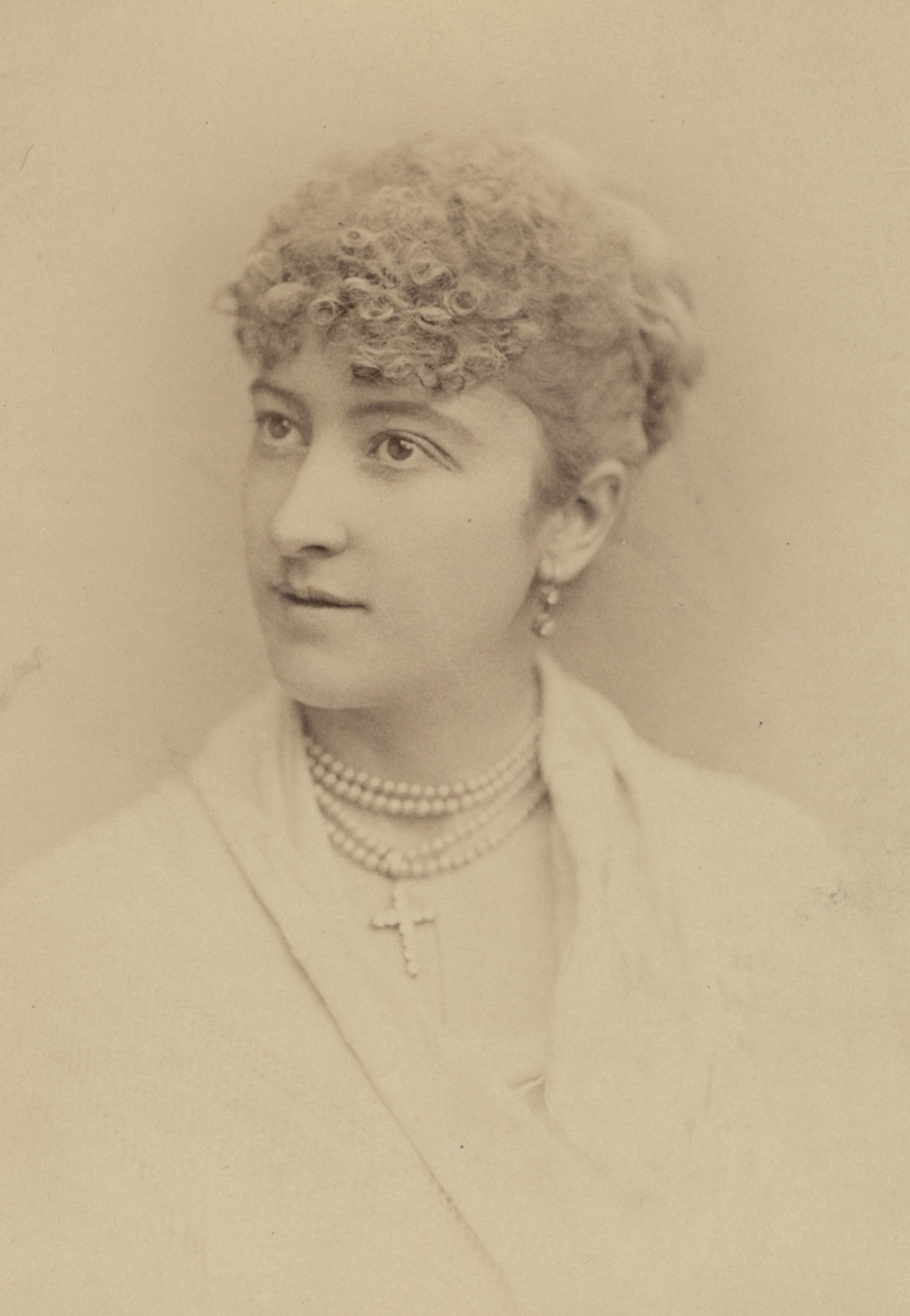
Ida Lillian Olcott 1885 körül